# Expédition de Bir Maona
L’Expédition de Bir Maona (aussi épelée Ma'una), se déroula 4 mois après la Bataille de Uhud au cours de l’année 4 A.H du calendrier Islamique. 
Mahomet envoya des missionnaires afin de prêcher l’Islam, à la demande de. Quarante (selon Ibn Ishaq) ou soixante-dix (selon Sahih Bukhari) des missionnaires Musulmans envoyés par Mahomet furent tués,.